# Ben Jessome
 (août 2021).
Ben Jessome, né le 22 octobre 1986, est un homme politique (néo-écossais) canadien. 
Il représente la circonscription de Hammonds-Plains-Lucasville à l'Assemblée législative de la Nouvelle-Écosse depuis l'élection néo-écossaise du 8 octobre 2013. Il a été réélu en 2017 et en 2021.